# Ogün Sanlısoy

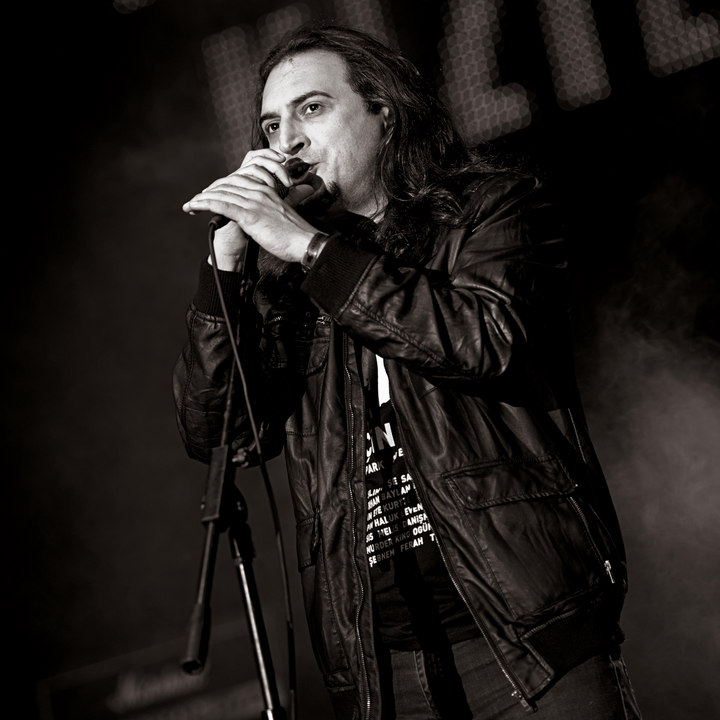
Ogün Sanlısoy

Ogün Sanlısoy (* 12. März 1971 in Gölcük, Türkei) ist ein türkischer Rockmusiker.

## Leben und Karriere
Nach dem Besuch des Fenerbahçe Lisesi studierte er ab 1988 Industriedesign an der Mimar-Sinan-Universität
Von 1992 bis 1995 war er Sänger in der türkischen Heavy-Metal Gruppe Pentagram (Mezarkabul).
1995 unterstützte er Özlem Tekin bei ihrem Debütsoloalbum Kime Ne.
Ab 1999 startete er seine eigene Solokarriere mit dem Album Korkma. Seit dem zweiten Album ist er bei Sony BMG Türkiye unter Vertrag.
Der im Jahr 2004 veröffentlichte Song Saydım wurde der bekannteste Hit von Sanlısoy. Ebenfalls erfolgreich wurde die Kollaboration Dayanamam, zusammen mit Özlem Tekin aus dem Jahr 2012.

## Diskografie

### Alben
- 1999: Korkma
- 2004: O Gün
- 2006: Üç
- 2007: Korkma 07
- 2011: Ben
- 2012: Akustik 2012
- 2015: Sen Uyurken
- 2021: Yaşamaya Devam

### EPs
- 2023: Gel
- 2023: Git

### Singles
| - 1999: Başkoyduk - 1999: Kaybettik Severken - 2004: Pencere - 2004: Saydım - 2004: Ben De Özledim - 2004: Bana Bi Sor - 2006: Bilmece - 2006: Hadi Beni Güldür - 2006: Sinav (Kosu Basladi) - 2007: Korkma'07 (mit Hayko Cepkin) - 2008: Iyiler Siyah Giyer (mit Almora) - 2009: Dayanamazsın (mit Killa Hakan) - 2009: Büyüdük Aniden - 2009: Yukarıya Bak - 2011: Avunmak Zor - 2011: Anma Arkadaş - 2011: Bu Ne Biçim Aşk - 2011: Dikenli Menzil - 2011: Girdap (mit İklim) - 2011: Kol Düğmeleri (mit Kurtalan Ekspres) | - 2011: Hey Gidi Günler (mit Nilüfer) - 2012: Dayanamam (mit Özlem Tekin) - 2012: Geçer Zaman - 2014: Sonra Git - 2015: Merhem - 2015: Son Defa - 2015: Sen - 2015: Akacak Kann Yerinde Durmaz - 2016: Beynim Çatladı (mit Metin Türkcan) - 2017: Öğretecek Zaman (mit Sansar Salvo) - 2018: Yağmur Çocuk (mit Ozan Barış Sanlısoy) - 2019: Aslında Gülmek Gerek - 2019: Hep Aklımdasın - 2019: Gel Dünyama - 2020: 7 Kişi - 2021: Kaldım İstanbul'da - 2021: Geri Dönemem - 2023: İnan Buna - 2024: Şarkılar Söyle |

Quelle: